# مرض طفيلي
المرض الطفيلي (بالإنجليزية: Parasitic disease)‏ هو مرض معدي يسببه أو ينقله طفيلي يمكن للأمراض الطفيلية أن تصيب جميع الأجسام الحية من النباتات إلى الثدييات . وتسمى دراسة الطفيليات بعلم الطفيليات.